# Николаевский сельский округ (Акмолинская область)
Никола́евский се́льский окру́г (каз. Николаев ауылдық округі) — административная единица в составе Астраханского района Акмолинской области Казахстана. 
Административный центр — село Петровка. 

## География
Административно-территориальное образование расположено в восточной части Астраханского района. В состав сельского округа входит 3 населённых пункта.
Площадь территории сельского округа составляет — 556,088 км². Из них земли сельскохозяйственного назначения — 462,731 км² (83,21 %), земли населённых пунктов — 53,977 км² (9,71 %), земли промышленности, транспорта, связи, для нужд космической деятельности, обороны, национальной безопасности и иного несельскохозяйственного назначения — 0,42 км² (0,08 %), земли водного фонда — 7,65 км² (1,38 %), земли запаса — 31,31 км² (5,63 %).
Из земель сельскохозяйственного назначения: пашни — 311,67 км² (67,35 %), пастбищные земли — 142,683 км² (30,84 %), сенокосные угодья — 8,378 км² (1,81 %). 
По природным условиям территория сельского округа расположена в умеренно засушливой зоне. Главной чертой климата является его континентальность, выражающаяся в резких скачках сезонных и суточных температур. Землепользование сельского округа сложено суглинистыми супесчаными и гравийно - галечными аллювиальными грунтами, лежащими на третичных глинах, а местами на твердых палеозойных породах.
Граничит с землями административно-территориальных образований: Андреевский сельский округ — на севере, Петровский сельский округ — на крайнем северо-востоке, сельские округа Тасты, Родина — на востоке, село Каменка, Первомайский сельский округ — на юге, Новочеркасский, Астраханский сельские округа — на западе.
Гидрографическая сеть сельского округа представлена рекой Ишим, которая образует южные границы округа.
Через территорию сельского округа проходит автомобильная дорога республиканского значения — М-36 «Граница РФ (на Екатеринбург) — Алматы, через Костанай, Астана, Караганда».

## История
В 1989 году существовал как — Николаевский сельсовет (сёла Петровка, Джамбул, Орнек).
В периоде 1991—1998 годов сельсовет был преобразован в Николаевский сельский округ.

## Население
| Численность населения | Численность населения | Численность населения |
| 1989                  | 1999                  | 2009                  |
| --------------------- | --------------------- | --------------------- |
| 2170                  | ↘1793                 | ↘1638                 |

## Состав
| № | Населённый пункт | Тип населённого пункта       | Население, 1989 | Население, 1999 | Население, 2009 |
| - | ---------------- | ---------------------------- | --------------- | --------------- | --------------- |
| 1 | Жамбыл           | село                         | 635             | 419             | 340             |
| 2 | Петровка         | село, административный центр | 1 314           | 1 190           | 1 130           |
| 3 | Орнек            | село                         | 221             | 184             | 168             |

## Местное самоуправление
Аппарат акима Николаевского сельского округа — село Петровка, улица Кажымукана Мунайтпасова, 29.
- Аким сельского округа — Лысенко Елена Леонидовна[1].